# اندیس چمن خان
چمن خان یک اندیس مصالح ساختمانی است که در حوالی شهر دشتک استان کهگیلویه و بویراحمد قرار دارد و مادهٔ معدنی موجود در آن، سنگ آهک است.سنگ میزبان این اندیس آهک( آسماری) است و دیرینگی آن به دوران الیگومیوسن می‌رسد. 